# باور بوك جي 4
باورك بوك جي 4 هو عبارة عن سلسلة من أجهزة الكمبيوتر المحمولة التي تم تصنيعها وتسويقها وبيعها بواسطة شركة ابل بين عامي 2001 و 2006 كجزء من سلسلة الحواسيب المحمولة باور بوك . تعمل على معالج PowerPC G4 القائم على RISC ، والذي صممته لتطوير AIM ( Apple / IBM / Motorola ) وتم إنتاجه في البداية بواسطة موتورولا . تم بناؤه لاحقًا بواسطة فريسكال ، بعد أن قامت موتورولا بفصل أعمالها في مجال أشباه الموصلات تحت هذا الاسم في عام 2004. يتميز باور بوك جي 4 بتصميمين مختلفين: أحدهما بهيكل من التيتانيوم ولوحة مفاتيح سوداء شفافة وشاشة مقاس 15 بوصة؛ وآخر بهيكل من الألومنيوم مع لوحة مفاتيح من الألومنيوم بأحجام 12و15و17 بوصة.
ب
| الجدول الزمني لأجهزة ماكنتوش المحمولة            |
| ------------------------------------------------ |
| طالع أيضًا: [[: قائمة موديلات ماك [الإنجليزية] ]] |

## روابط خارجية
- أبل - الدعم - PowerBook G4
- فيديو للوظائف التي تطلق PowerBook G4 Titanium في Macworld 2001
- فيديو للوظائف التي تطلق PowerBook G4 Aluminium في Macworld 2003
- باور بوك جي 4 ، EveryMac.com
- ألو G4 التفكيك